# Lepisiota lunaris
Lepisiota lunaris (лат.) — вид мелких муравьёв рода Lepisiota из подсемейства Формицины.

## Распространение
Азия: Индия, Непал, Пакистан, Шри-Ланка.

## Описание
Длина рабочих особей 2 — 3 мм. Окраска тела чёрная. От близких видов отличается следующими признаками: скапус усика в редком прилегающем опушении; мезосомальные щетинки редкие; голова и мезосома мелко сетчатые и матовые; проподеальные шипы заостренные; петиоль сверху с двумя шипиками; голова субквадратная. Усики состоят из 11 члеников; глаза хорошо развиты; заднегрудка с проподеальными зубчиками.

## Таксономия
Вид был впервые описан в 1893 году под названием Acantholepis lunaris Emery, 1893. С 1995 года в составе рода Lepisiota.